# Ermita de la Purísima Concepción (Cuesta del Rato)
La ermita de la Purísima Concepción (también conocida como Ermita de la Inmaculada), es una capilla situada en Cuesta del Rato, provincia de Valencia (Comunidad Valenciana, España).

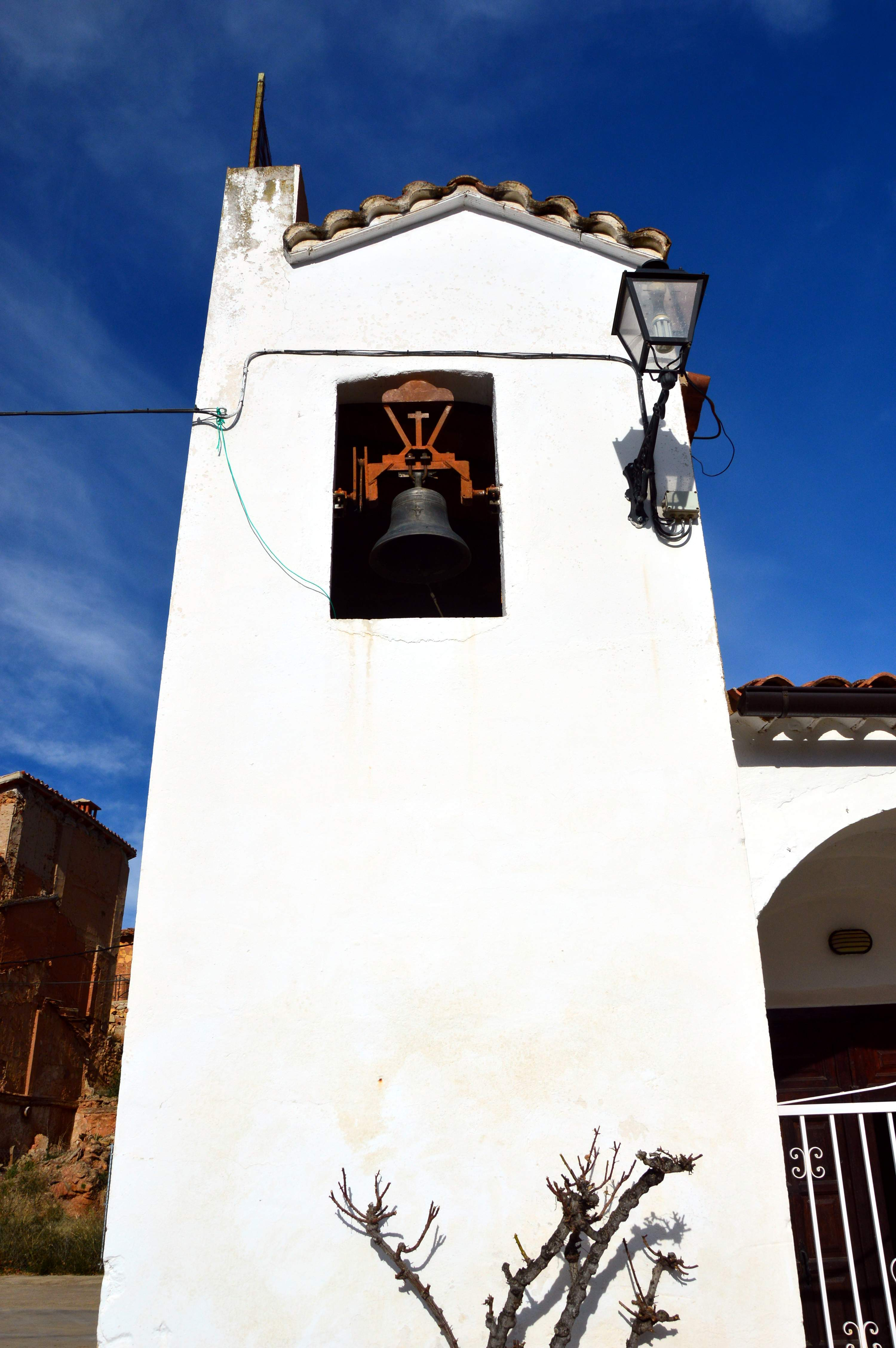
Detalle de la torre-espadaña de la Ermita de la Purísima Concepción en Cuesta del Rato (Castielfabib, Valencia), tras la última restauración (2018).

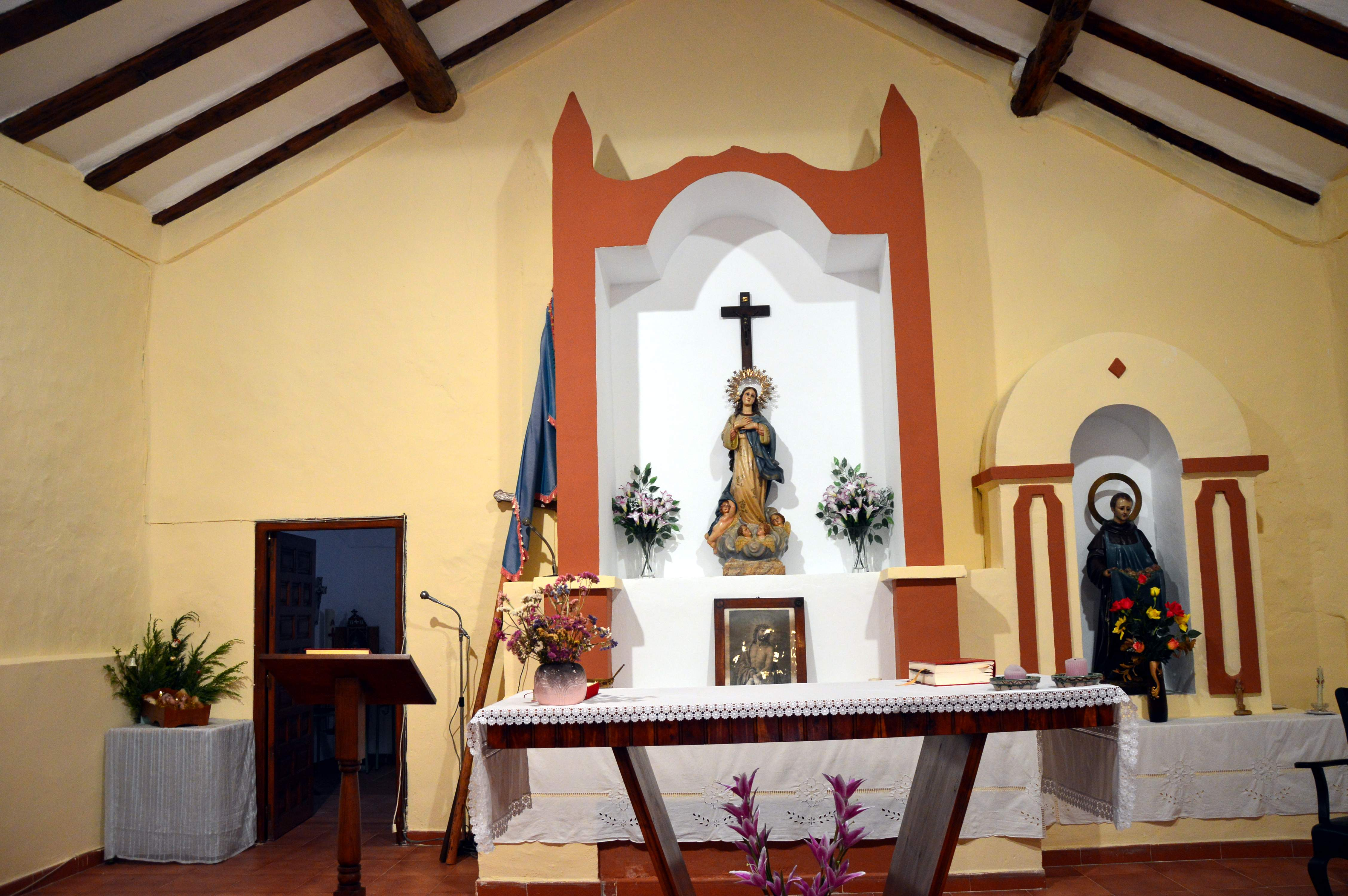
Interior de la Ermita de la Purísima Concepción en Cuesta del Rato (Castielfabib, Valencia), con detalle del presbiterio (2018).

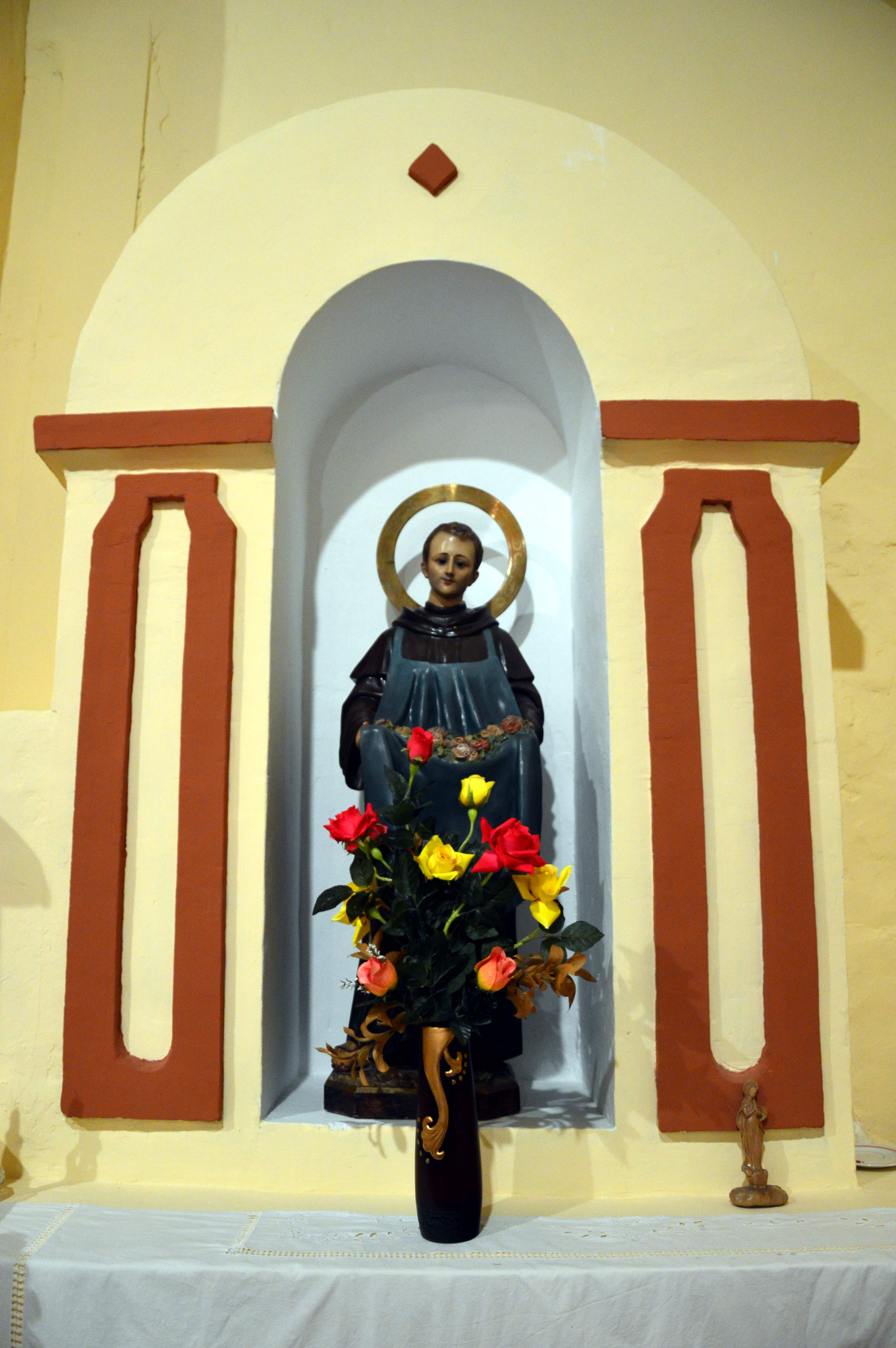
Interior de la Ermita de la Purísima Concepción en Cuesta del Rato (Castielfabib, Valencia), con detalle de la imagen de san Diego de Alcalá (2018).

Fundada como «Ermita de San Diego» en el siglo XVIII, es un anejo de la parroquia de Castielfabib y está declarada Bien de Relevancia Local.

## Historia
Erigida como «Ermita de San Diego», comienza a estar documentada a partir del siglo XVIII. Por su proximidad y diversos indicios se la vincula al Convento de San Guillermo de Castielfabib, cuyos últimos moradores fueron franciscanos observantes de Valencia. La hipótesis fundacional resulta perfectamente factible:

«Lo cierto, sin embargo, es que aunque la humildad del ermitorio resulte acorde con la sencillez propia de los franciscanos observantes del Convento de Castielfabib, el vínculo de estos con la ermita de Cuesta del Rato no se halla documentado, basándose en indicios. Como el hecho de que la ermita acoja una hermosa imagen de san Diego (de Alcalá o de San Nicolás) bajo cuya advocación se halla Cuesta del Rato: dicho santo fue un fraile franciscano, muy popular entre los humildes, a la vez que patrono de los hermanos legos de esta orden. Sea como fuere, los lugareños adoptaron a san Diego como patrono y protector de su lugar».
La Ermita de María Inmaculada en Cuesta del Rato (Castielfabib), Alfredo Sánchez Garzón

Inicialmente, la ermita debió ser un pequeño ermitorio, construido para evitar que los lugareños tuvieran que desplazarse hasta la villa para oír misa. El edificio fue posteriormente ampliado, elevando la cobertura y construyendo la sacristía, un recinto de techo bajo de fábrica posterior, situado tras el altar, lado del evangelio.
Al decir de Castielfabib, Madoz (1847) nombra las ermitas de su jurisdicción: Ermita de San Marcos, en Los Santos, Ermita de San Sebastián, en Mas de Jacinto, Ermita de la Virgen de Gracia, en la villa y Ermita de San Roque, próxima a Torrebaja -pero no menciona la de la Purísima Concepción de Cuesta del Rato.
Durante la Revolución Española de 1936, la ermita fue saqueada y sus elementos mueble y ornamentales destruidos. En la posguerra fue parcialmente reconstruida sin ayuda del Estado.

## Ubicación y descripción
Se halla en el interior de la aldea, en posición suroriental respecto del caserío, de forma que el frontón de pelota existente en la plaza se le adosa por la fachada de los pies. La primera descripción de la ermita se la debemos al escritor y periodista valenciano Luis B. Lluch Garín, que la visitó mediados los años sesenta (1966), ofreciéndonos una completa descripción de su estado en aquel momento:

«El titular de la Ermita es María Inmaculada, y en el paramento lateral de sencilla mampostería sobresale un rústico socarrén; y una gruesa imposta que remata la pared sirve de asiento al socarrén./ Entramos en la capilla pisando el umbral desgastado de piedra blanca… […] El piso es un tendido de yeso con muchos bultos y desniveles, y el techo tiene dos vertientes que arrancan de la viga de carga./ […] Hay cuatro pilares libres y otros cuatro embebidos que forman juego con aquellos. De pilar a pilar se abren unos arcos de medio punto. Las bases de estos pilares son cuadradas y los capiteles están formados por simples molduras. Entre los dos pilares de la derecha está el púlpito que es un semicírculo con ménsula cónica, todo de obra, y un tornavoz que tiene la forma de una corona principesca./ […] en el altar mayor destaca el doble templete: uno grande, y otro más pequeño colocados sin simetría. En el central está la Inmaculada …/ […] En la capillita de la derecha veo una imagen desconocida […], pero cuando salimos se lo pregunto a un viejo y me dice que es San Diego».
Ermitas y paisajes de Valencia, Luis B. Lluch Garín

Y cada uno de ellos estaban
La ermita posee planta alargada, orientada de este (cabecera) a oeste (pies), su fábrica es de mampostería ordinaria, recientemente remozada, con cobertura a dos aguas y espadaña embebida a los pies, lado de la epístola. La puerta de entrada se halla junto a la torrecita, posee un pequeño atrio o pórtico externo en cuyos paramentos internos hay sendas hornacinas, con tejadillo a dos aguas.
El interior se halla dividido tres naves, una central, basada y dos grandes arcos de medio punto sobre pilares cuadrangulares y dos laterales, con arcos menores apoyados en sobre pilastras. El alto coro, al que se accede por una escalerita con atoques, se halla a los pies. Posee un púlpito de obra con tornavoz, adosado al muro de la epístola. La estructura de la cubierta se basa en una armadura de parhilera, la más sencilla de las techumbres a dos aguas, con el espacio entre los pares enlucido de yeso.
El presbiterio, elevado un peldaño sobre el piso del templo, posee altar exento y un retablo de obra basado en un hornacina con la imagen de la titular -Inmaculada Concepción- y otro menor en el lado de la epístola, con la imagen del patrón de la aldea -San Diego de Alcala-. Desde el presbiterio se accede a la sacristía, recinto de obra situado en tras el altar, lado del evangelio. En el muro de la epístola hay una pequeña hornacina de techo arqueado con un sagrario de madera, y otras dos similares en el muro del evangelio, con otras imágenes -todas ellas son posteriores a la Guerra Civil (1936-1939).

En la espadaña, a la que se accede desde el coro, se halla la campana denominada La Purísima Concepción, fundida por Salvador Manclús (Valencia, 1990): posee yugo de hierro, su diámetro de boca es de 50 cm y pesa 72 kg.-

## Culto y tradición
En verano se oficia la Santa Misa los domingos, así como en las fiestas patronales en honor de San Diego de Alcalá, patrón de la aldea, cuya onomástica se celebra el 13 de noviembre.